# Kovová tříska

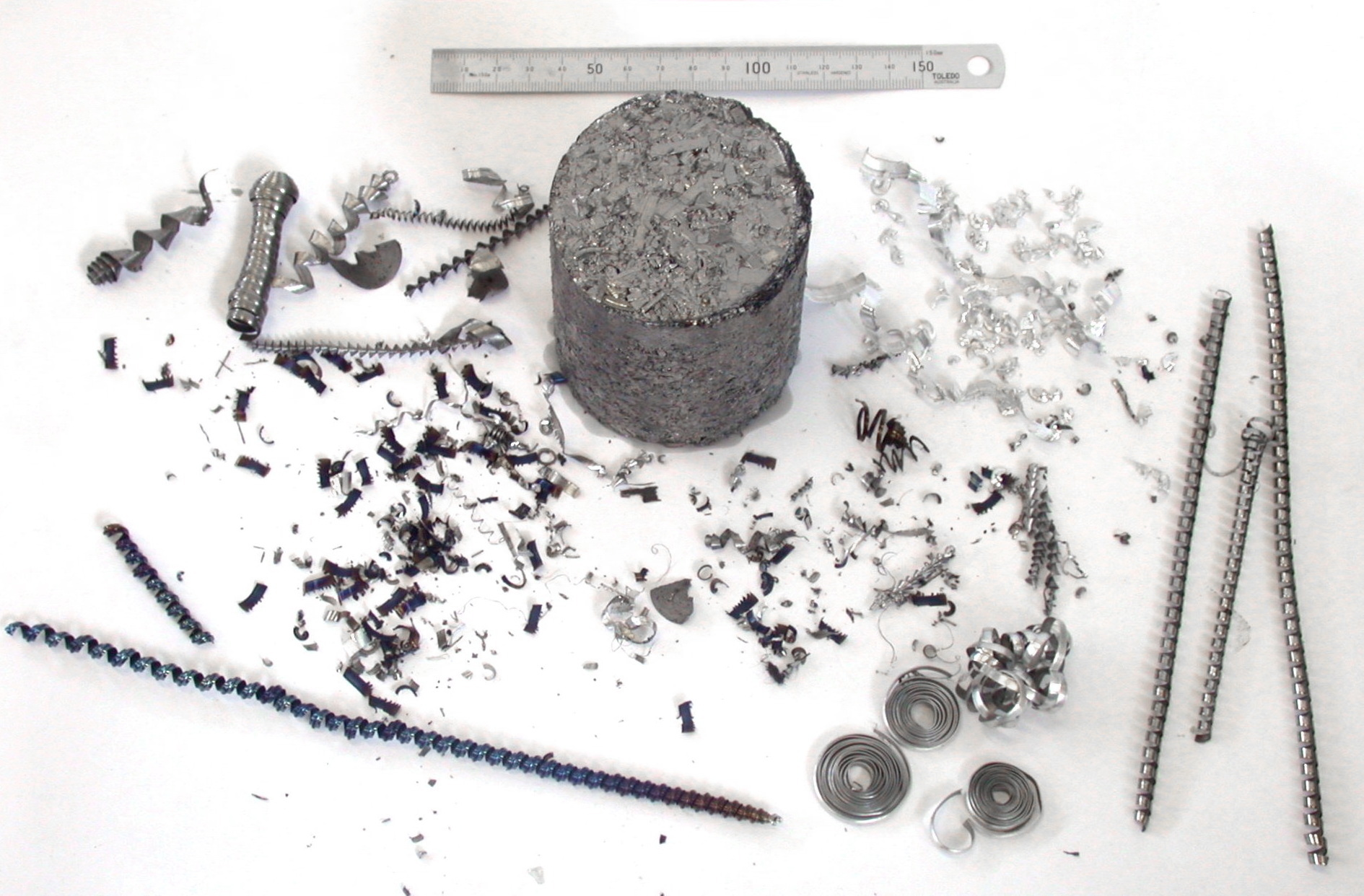
Různé druhy špon

Kovová tříska (slangově špona nebo špóna, z německého Span) je odštěpek materiálu vznikající při obrábění kovů.

## Rozdělení
podle tvaru
- tvářená
  - elementární
  - článková
  - plynulá
- šroubovitá
  - krátká
  - dlouhá
- stuhová
- spirálová
- vytrhávaná elementární

podle druhu obráběného materiálu
- trhaná (lámaná) – z křehkých materiálů jako jsou bronz, hliník, litina
- smyková (střihaná) z houževnatých materiálů jako ocel
  - dělená
  - článková
  - plynulá